# Sphegipterosemella unicolor
Sphegipterosemella unicolor är en stekelart som beskrevs av Girault 1913. Sphegipterosemella unicolor ingår i släktet Sphegipterosemella och familjen puppglanssteklar. Inga underarter finns listade i Catalogue of Life.